# Schanzsattel
Der Schanzsattel, auch Auf der Schanz genannt, ist ein 1171 m ü. A. hoher Pass in den Fischbacher Alpen in der Steiermark.

## Geschichte

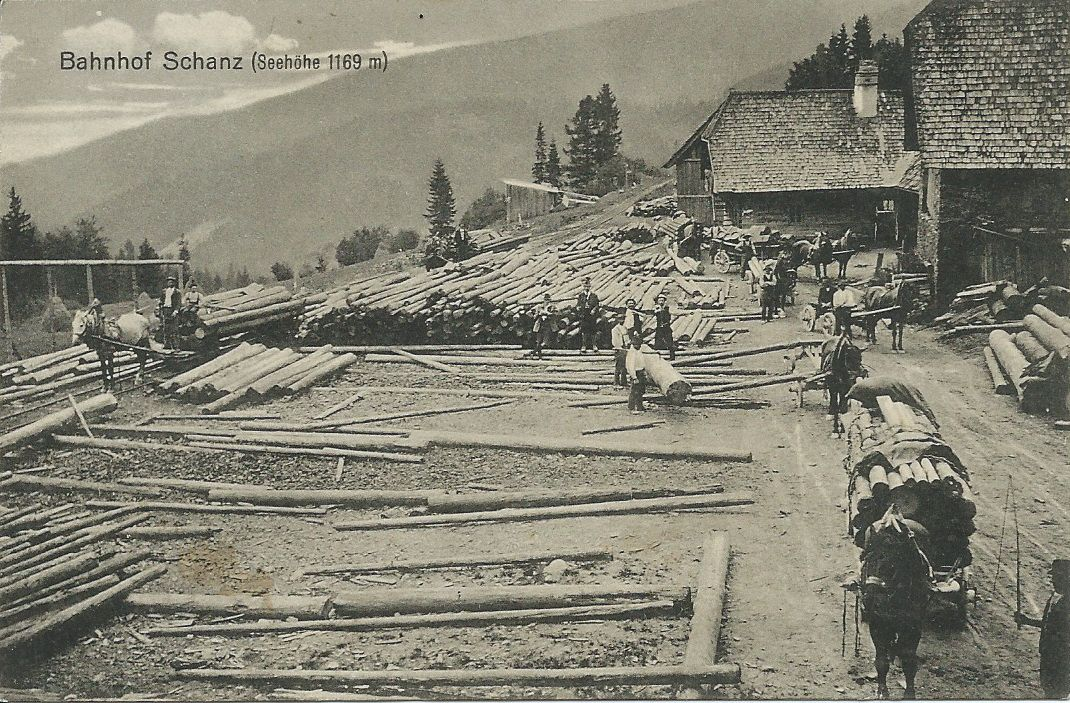
Holzverladung am Bahnhof Schanz

Schon im 14. Jahrhundert war die Straße über die Schanz ein wichtiger Handelsweg und damit ein wesentlicher wirtschaftlicher Faktor für die Dörfer Stanz und Fischbach. Dies führte zur Ansiedlung von Schmieden und Wagnern entlang der Straße, Säumer verdienten ihr Geld mit dem Vorspann der Fuhrwerke.

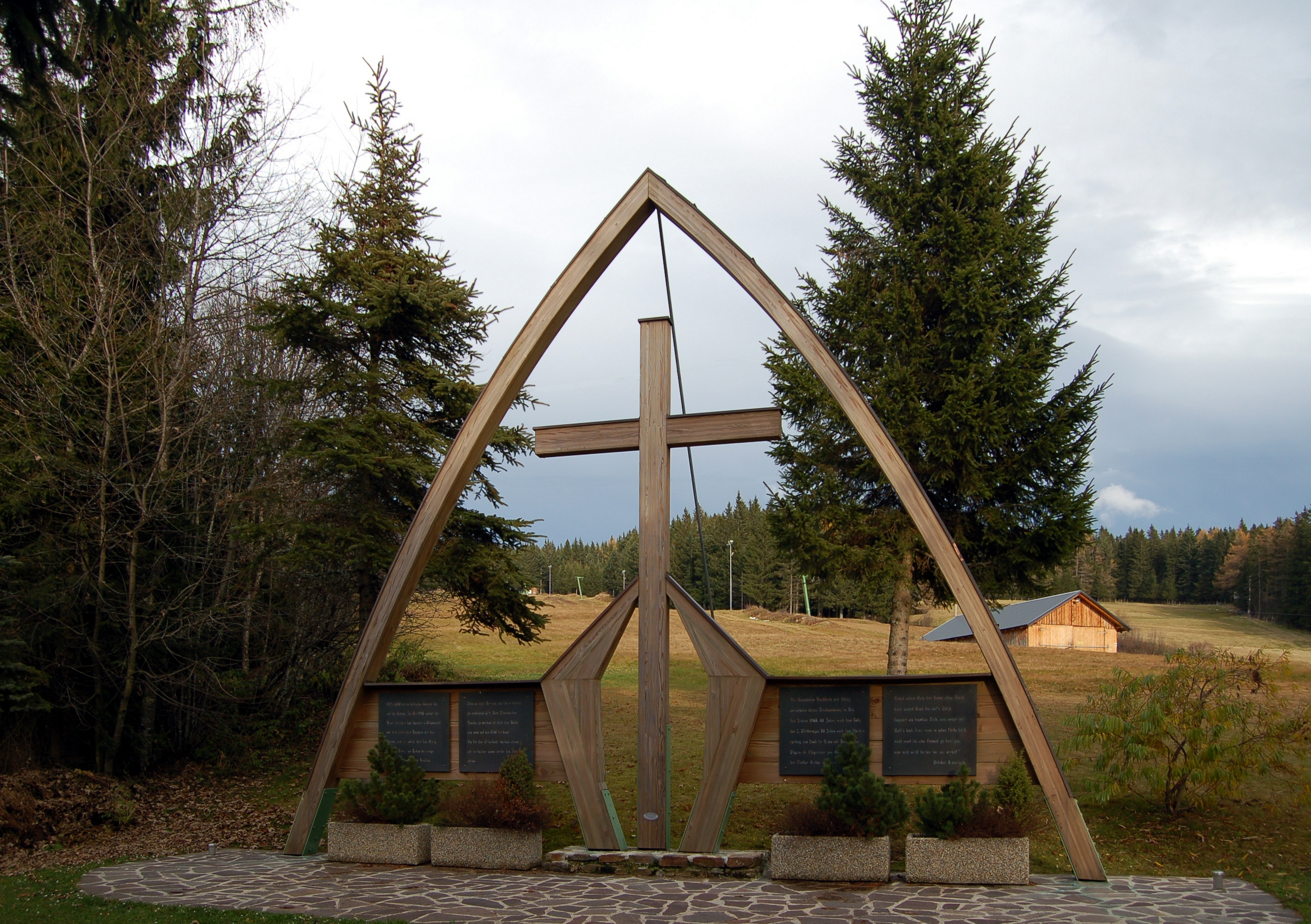
Friedenskreuz, dahinter der Schihang

1529 und 1683 kamen die Türken von Osten bis auf die Schanz.
Der Name stammt von der Bezeichnung Schanze für Stein- oder Erdwälle mit vorgelagertem Graben, die der Befestigung dienen. Am Pass befindet sich eine alte Verteidigungsanlage dieser Art. Diese Anlage wurde zuletzt im Jahr 1704 verwendet. Sie gehörte damals zu den Befestigungsanlagen (Kuruzzenschanzen), die zu Beginn des 18. Jahrhunderts im Osten Niederösterreichs und der Steiermark gegen den Kuruzzenaufstand angelegt wurden. Damals bestand die Gefahr, dass sich ein Einfall der Kuruzzen bis in das Mürztal erstrecken und damit die Obersteiermark gefährden würde. Die Arbeiten waren von den Untertanen (meist: Bauern) zu leisten, die dazu abwechselnd auch von weiter entfernt liegenden Orten herangezogen wurden. Ihr Unterhalt gestaltete sich schwierig, es wurde schließlich für notwendig gehalten, dass von den Grundbesitzern für jeden Mann etwa sechs bis sieben Kreuzer in Geld oder Naturalien geleistet wurden. Zu Angriffen der Kuruzzen kam es zwar nicht, aber die Pässe der Fischbacher Alpen und damit auch der Schanzsattel wurden über längere Zeit in Verteidigungsbereitschaft gehalten. Es sind nur mehr geringe Reste erhalten. Dass bei der Errichtung ältere Anlagen aus der Zeit der Türkenkriege nochmals verwendet wurden, ist zwar nicht belegt, würde aber der Funktion der Schanze entsprechen.
Von etwa 1895 an war die Schanz Säge, Holzbahnhof und Holzlagerplatz, anfangs wurde das Holz mit Pferdefuhrwerken, später mit einer Waldbahn herbeigeschafft. Die Gleisanlagen dafür sollen bis zum Ersten Weltkrieg überdauert haben. Von der Schanz wurde das Holz dann mit Pferdefuhrwerken zum Bahnhof in Kindberg transportiert. Siehe die Darstellung auf einer Postkarte Anfang des 20. Jahrhunderts: 
1945 kam der Zweite Weltkrieg in den Fischbacher Alpen zum Erliegen, bevor die sowjetische Armee die wichtige Mur-Mürz-Furche erreichen konnte.
Im Gedenken an die Türkeneinfälle und an die opferreichen letzten Kriegswochen des Zweiten Weltkrieges im Jahr 1945, errichteten die beiden Anliegergemeinden 1985 das Friedenskreuz auf der Passhöhe. Texte von Ottokar Kernstock und Peter Rosegger belegen eine sehr wehrhafte Auffassung des Friedens. Neben diesem gibt es eine Reihe weiterer Kreuze, die von Wallfahrern errichtet wurden.

## Lage und Umgebung
Der Schanzsattel verbindet das Mürztal bei Kindberg über Stanz im Mürztal mit dem Ort Fischbach. Über ihn führt die Landesstraße L114, Schanzsattelstraße genannt. Auf dem eigentlichen Schanzsattel, der heute nicht mehr der höchste Punkt der Straße ist, stehen der Gasthof auf der Schanz, auch Schanzwirt genannt, und der Schanz-Lift, ein Schilift.
Über den Pass führen der Zentralalpenweg und der steirische Mariazeller Weg.
Nordöstlich des Passes liegt der Teufelstein (1498 m ü. A.).

### Höhe
Der höchste Punkt des Passes liegt auf 1171 m ü. A. Der höchste Punkt der heutigen Passstraße liegt jedoch auf einer Höhe von 1250 m ü. A. bei 47° 27′ N, 15° 37′ O etwas westlich des Zeller Kreuzes (1232 m ü. A., Lage). Das Schild auf der Passhöhe zeigt mit 1250 m ü. A. den falschen Höhenwert.

## Bilder

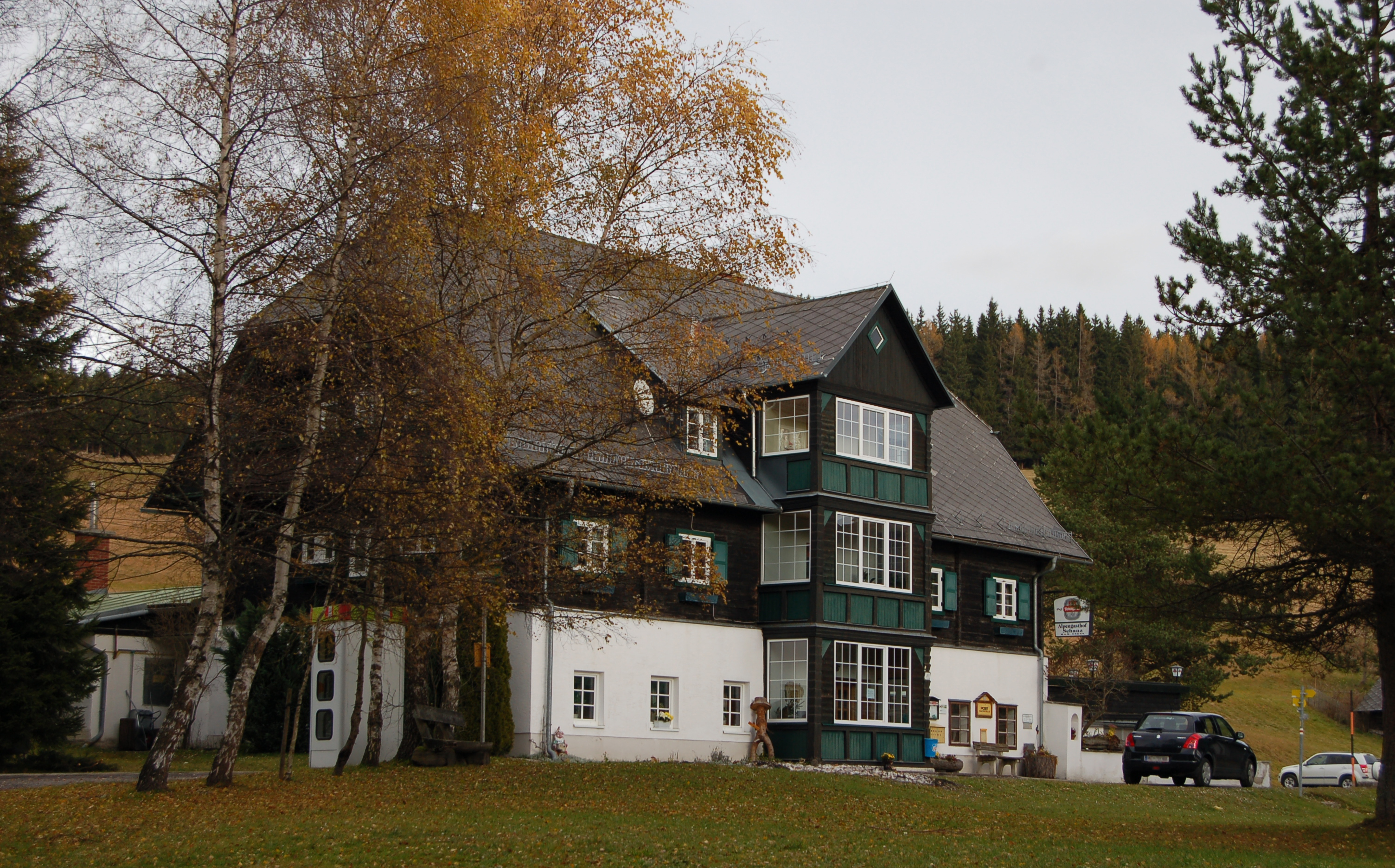
Schanzwirt – Gasthof auf der Schanz
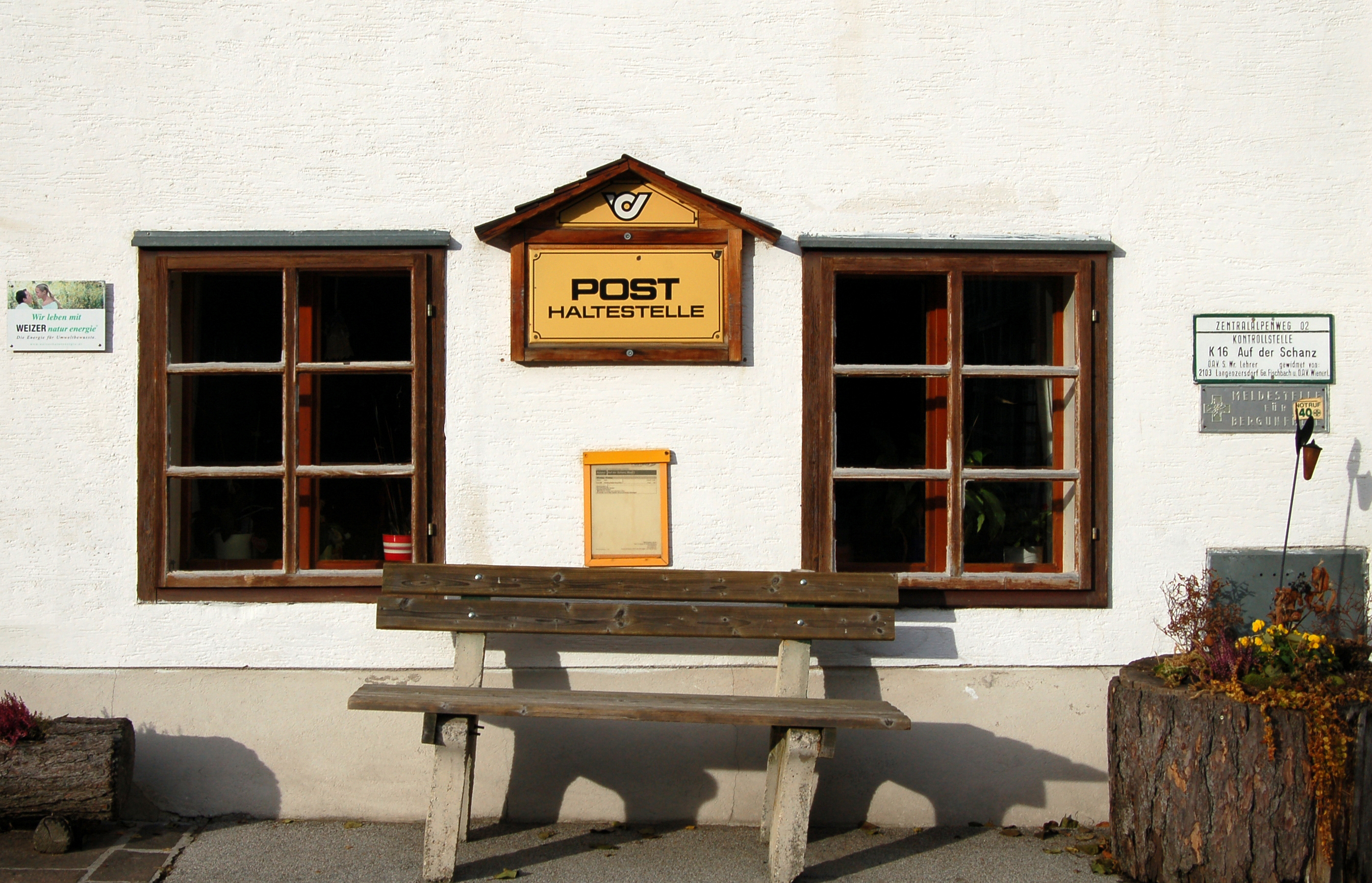
Bushaltestelle Postbus
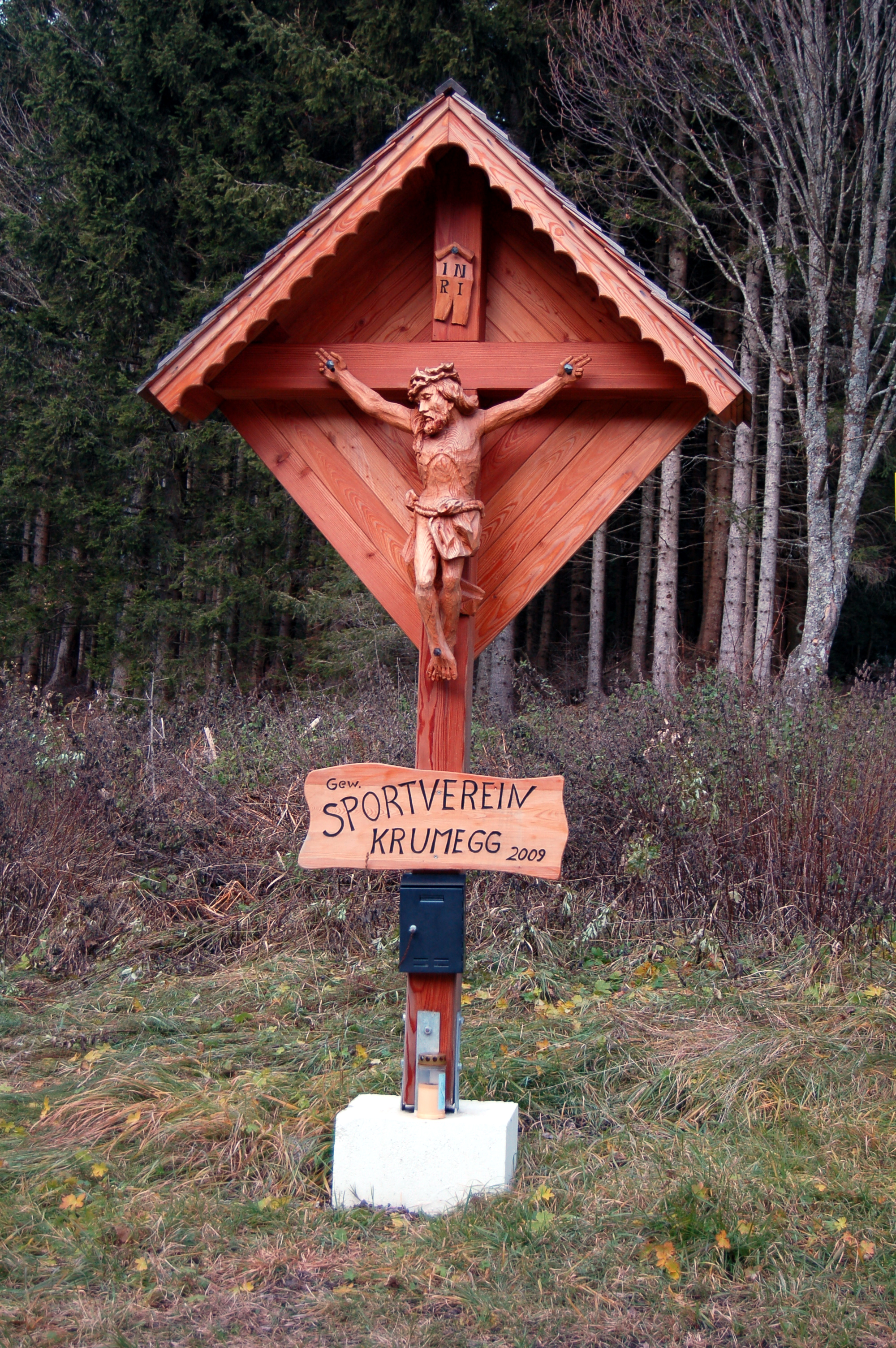
Wallfahrerkreuz eines Sportvereins